# David Kipiani
David Kipiani (georgià: დავით ყიფიანი‏)  (Tbilisi, 18 de novembre de 1951 - Tbilisi, 17 de setembre de 2001) fou un futbolista georgià de la dècada de 1970 i entrenador.
Fou 19 cops internacional amb la selecció de la Unió Soviètica amb la qual participà en els Jocs Olímpics d'Estiu de 1976.
Pel que fa a clubs, defensà els colors de Dinamo Tbilisi.

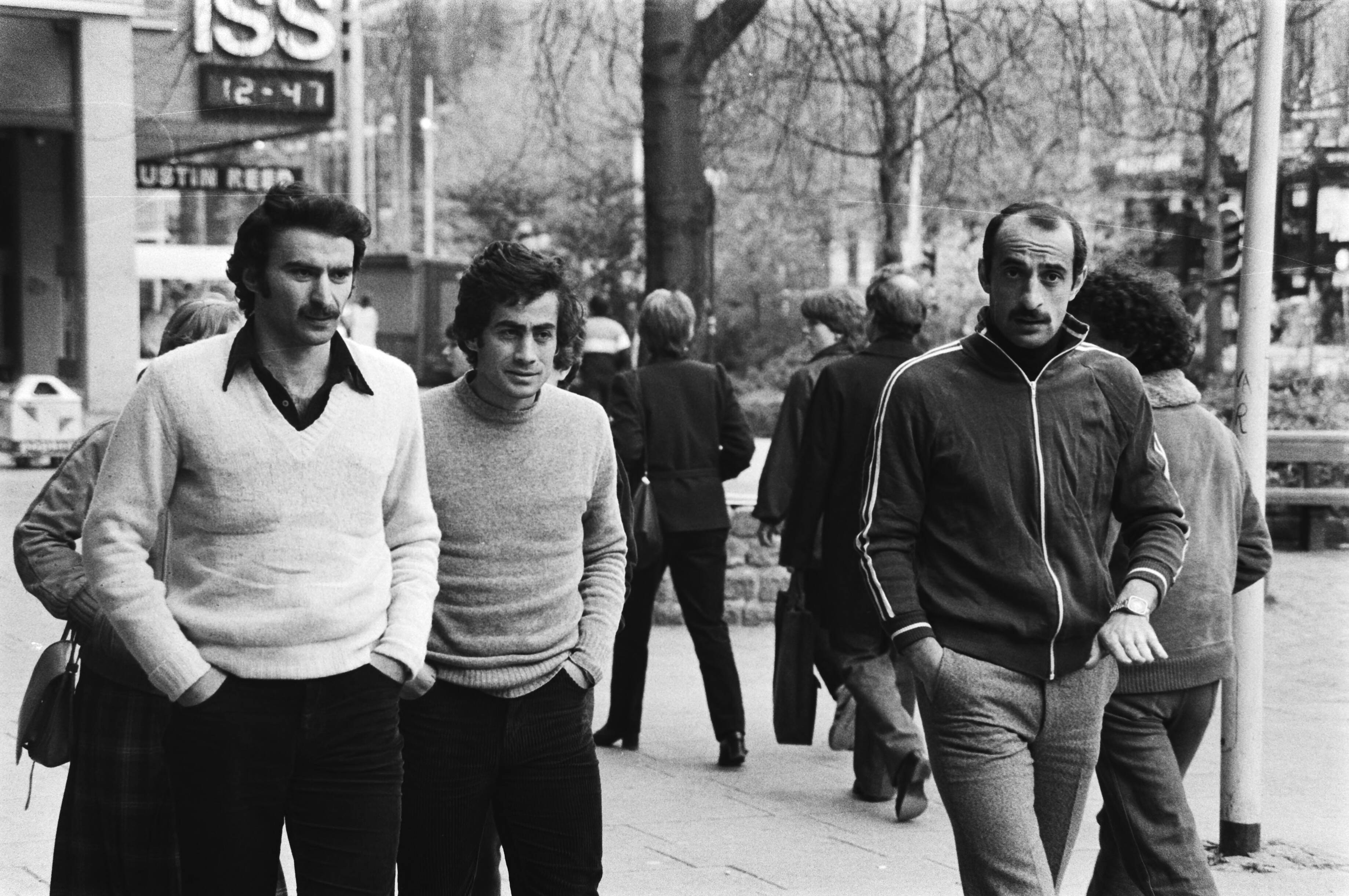
Aleksandr Txivadze, Vladímir Gutsàiev i David Kipiani el 1981.

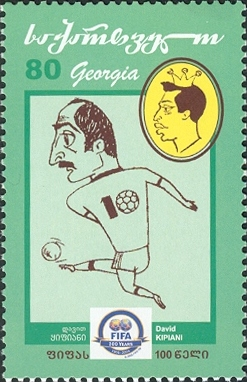
Kipiani en un segell de Geòrgia, 2004